# Говореща птица
Говорещите птици са птици, които могат да имитират човешка реч. Способностите за комуникация и интелигентността на такива птици варират: някои, като например враната, много интелигентна птица, умеят да имитират няколко думи и фрази, докато за някои папагали се твърди, че имат речник от над две хиляди думи. Птицата „майна“ е добре известна с възможността си за говорене, скорецът също е вещ в имитирането на реч. Твърди се още, че дивите австралийски какадута са научили човешка реч от птици, които преди това били заловени, но после се приспособили към стада.

## Говорещи папагали
Повечето видове папагали могат да имитират човешки думи, като може да бъдат дресирани в допълнение.

### Вълнисти папагали
Вълнистите папагали са популярен вид папагали, славещи се с немалкия си капацитет от думи.

#### Пък
През 1995 г. вълнист папагал на име Пък влиза в рекордите на Гинес с най-голям речник на птица – 1728 думи.

### Африкански папагали
Африканските сиви папагали (Жако) са забележими с когнитивните си възможности. Някои по-забележими от тях са Айнщайн, Алекс, Биби, Нкиси и Прадъл.

#### Айнщайн
Айнщайн се появява в много телевизионни предавания и става известна с уменията си за пресъздаване на звуци и гласове. Има клипове, които показват как имитира звука на лазерен лъч и злодейски смях. Дресирана е от Стефани Уайт.

#### Алекс
Алекс си служил с около 100 думи, но бил една от най-известните птици поради възможността му за разпознаване на обекти, форми и цветове, разбирал абстрактни понятия като „по-голям“, „по-малък“, „същ“ и „различен“.

#### Биби
Биби, папагал от Конго, е известна с поздравите си на 20 езика и получава псевдонима „папагал-полиглот“. Едва на тригодишна възраст, тя е развила речник от над 300 думи и различава цветове и форми.

#### Нкиси
За Нкиси са характерни впечатляващите умения по английски, но и други. Към началото на 2004 година, той разполага с 950 думи и дори показва чувство за хумор.

#### Прадъл
Прадъл е папагал, известно време държал рекорда за птица с най-голям речник (800 думи).